# L'erede (film 1973)
L'erede (L'Héritier) è un film del 1973 diretto da Philippe Labro.

## Trama
Hugo Cordell, industriale e proprietario di un impero finanziario, trova la morte nell'esplosione del suo aereo tra Ginevra e Parigi. L'esame dei rottami non permette di stabilire con certezza la causa dell'incidente.
A Parigi i dirigenti del Globe, il quotidiano del gruppo Cordell, attendono con ansia l'arrivo di Bart, l'erede dell'impero Cordell, che ha espresso il desiderio di prendere visione dell'ultimo numero prima della sua stampa. Nell'aereo che lo riporta dagli Stati Uniti, Bart flirta con la seducente Lauren, che gli fa scivolare il biglietto di un bagaglio nella tasca. All'aeroporto Bart viene accolto dallo staff di direzione del Globe e dai giornalisti della televisione. Il biglietto del bagaglio viene intercettato da un doganiere che scopre corrispondere ad una valigetta contenente droga, per cui si accusa Bart di dedicarsi al traffico di stupefacenti. Si comprende quindi che la sua scalata all'impero Cordell non piace a tutti.
Aiutato dal suo amico David, Bart decide di iniziare a investigare in proprio. Scoprirà che l'aereo del padre è stato sabotato da un gruppo di industriali legati all'estrema destra, tra i quali c'è anche il suo ricco suocero, per impedirgli di rivelare l'esistenza di un complotto guidato da questo gruppo. Dopo diverse peripezie, Bart decide di partire, ma poco prima di imbarcarsi, all'aeroporto, un killer mandato proprio dal suocero gli spara e lo uccide.

## Critica
(Leo Pestelli)
(Achille Valdata)